# Carl Magnus Nordlindh

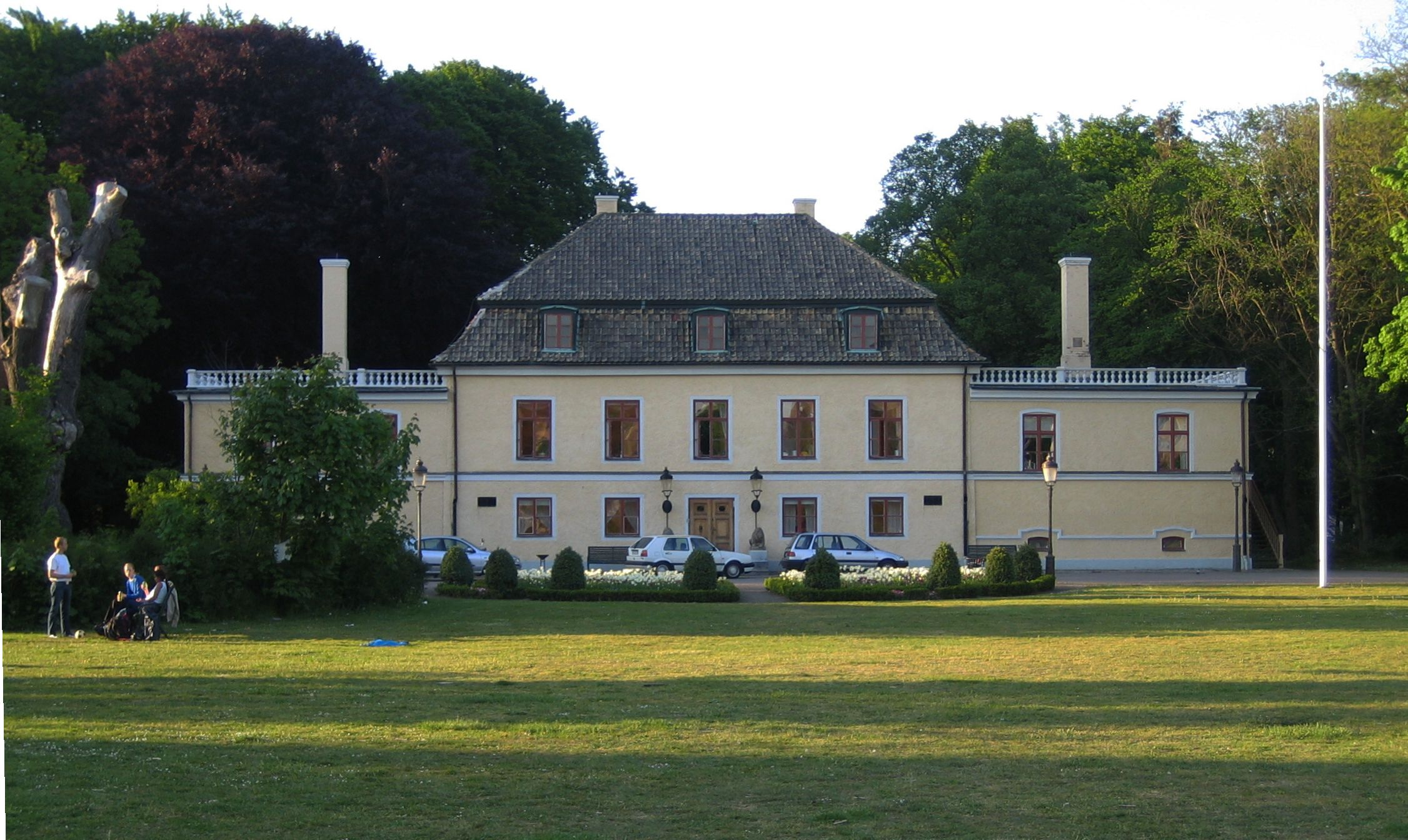
Rönneholm

Carl Magnus Nordlindh, född 1768 i Söderköping, död 1825, var en svensk borgmästare. 
Nordlindh hade, utan några lärdomsprov, från köpman med kommerseråds titel 1805 blivit borgmästare i Malmö. Han var även riksdagsman och direktör för Malmö diskont. I egenskap av borgmästare verkade han för ordnandet av fattigvården i staden, för restaureringen av Malmö rådhus och för byggandet av Malmö Teater. Han anlade Rönneholm i Malmö, byggde där det första corps-de-logiet 1796–98 och det nuvarande 1812. Efter Malmö diskonts fall 1817 fick han lämna sina befattningar, dömdes till fängelse och levde efter frigivningen obemärkt.
År 1962 uppkallades Nordlinds väg i Malmö efter honom.